# Campeonato de España Universitario de Rugby Femenino
El Campeonato de España Universitario de Rugby Femenino es una competición de rugby femenino organizada por el Consejo Superior de Deportes (CSD) y el Comité Español de Deporte Universitario (CEDU). Es la máxima competición de rugby femenino universitario en España. 
Se disputa en la modalidad de rugby 7.
En la edición de 2012, cuya fase final organizó la Universidad Ramon Llull, la Universidad de Barcelona venció por 43 a 5 a la Universidad de Málaga en la final.

## Formato
- Las cinco comunidades autónomas de España con mayor número de universidades clasifican directamente para la fase final a sus equipos campeones. Las universidades clasificadas en primer lugar de las doce comunidades autónomas restantes y los segundos clasificados de las cuatro comunidades autónomas con más participación en cada deporte de los Campeonatos de España Universitarios, disputarán una fase interzonal. A criterio de la Comisión Permanente del CEDU, se establecen dos grupos de ocho universidades cada uno de los que salen las dos plazas que junto con el organizador y las cinco clasificadas directamente disputan la fase final del Campeonato de España Universitario de Rugby Femenino.
- Si la Universidad organizadora forma parte de una comunidad autónoma que tiene más de una universidad, independientemente de su clasificación dentro de esa comunidad, no ocuparía lugar al pasar directamente a la fase final.

### Palmarés
Resultados de las últimas ediciones:
| Año  | Campeón                           | Marcador | Finalista                | Sede fase final                  |
| ---- | --------------------------------- | -------- | ------------------------ | -------------------------------- |
| 2019 |                                   |          |                          | Universidad Católica de Valencia |
| 2018 | Universidad Complutense de Madrid | 24-0     | Universidad de Valencia  | Universidad de Sevilla           |
| 2017 | Universidad Complutense de Madrid | 17-12    | Universidad de Granada   | Universidad de Granada           |
| 2013 | Universidad Complutense de Madrid | 45-0     | Universidad de Barcelona | Universidad Ramon Llull          |
| 2012 | Universidad de Barcelona          | 43-5     | Universidad de Málaga    | Universidad Ramon Llull          |
| 2011 | Universidad de Barcelona          | 19-15    | Universidad de La Coruña | Universidad de Granada           |
| 2010 | Universidad de La Coruña          | 14-7     | Universidad de Barcelona | Universidad del País Vasco       |
| 2009 | Universidad de Barcelona          |          | Universidad de León      | Universidad de Valladolid        |